# Dirk Jan Derksen
Dirk Jan Derksen (Tiel, 17 juni 1972) is een voormalig Nederlands voetbalspits. Hij is de enige speler die voor alle vier de Limburgse profclubs heeft gespeeld. Hij is een neef van voetbaljournalist Johan Derksen.
Derksen begon als jeugdspeler bij Theole uit Tiel en zijn professionele carrière startte bij FC Den Bosch in het seizoen 1990/91, waar hij al snel uitgroeide tot een vaste waarde. Na drie jaar vertrok hij naar Roda JC. Daar werd hij onder trainer Huub Stevens echter nooit een vaste waarde. Daarna speelde hij voor MVV, Dordrecht '90, PEC Zwolle, Austria Wien (Oostenrijk), SC Cambuur Leeuwarden, FC Emmen, Fortuna Sittard en nogmaals Roda JC waar hij weer niet op een basisplaats wist te rekenen en daarom in de winterstop van seizoen 2005/2006 vertrok naar VVV-Venlo. Hier werd hij een van de publieksfavorieten. Na de promotie van VVV-Venlo in 2007 vertrok hij echter weer, en tekende een contract voor een seizoen (met een optie voor een tweede seizoen) bij Fortuna Sittard. In zijn eerste jaar was hij echter meestentijds reserve en mocht daarom na een seizoen alweer vertrekken. In het seizoen 2008/2009 speelde hij voor Helmond Sport. Op 1 mei 2009 nam hij afscheid van het betaalde voetbal in een wedstrijd tegen zijn oude club PEC Zwolle. Twee maanden later maakte Derksen bekend dat hij verder zou gaan spelen als amateur, voor de Limburgse club EVV Hij werd ook jeugdtrainer bij zijn oude club Roda JC.

## Statistieken
| Seizoen | Club               | Land       | Competitie              | Wed. | Goals |
| ------- | ------------------ | ---------- | ----------------------- | ---- | ----- |
| 1990/91 | BVV Den Bosch      | Nederland  | Eerste divisie          | 14   | 3     |
| 1991/92 | BVV Den Bosch      | Nederland  | Eerste divisie          | 34   | 8     |
| 1992/93 | FC Den Bosch       | Nederland  | Eredivisie              | 31   | 10    |
| 1993/94 | Roda JC            | Nederland  | Eredivisie              | 5    | 0     |
| 1993/94 | MVV                | Nederland  | Eerste divisie          | 16   | 2     |
| 1994/95 | Roda JC            | Nederland  | Eredivisie              | 12   | 2     |
| 1995/96 | Dordrecht '90      | Nederland  | Eerste divisie          | 19   | 9     |
| 1996/97 | Dordrecht '90      | Nederland  | Eerste divisie          | 1    | 0     |
| 1997/98 | Dordrecht '90      | Nederland  | Eerste divisie          | 32   | 11    |
| 1998/99 | FC Zwolle          | Nederland  | Eerste divisie          | 33   | 4     |
| 1999/00 | FC Zwolle          | Nederland  | Eerste divisie          | 34   | 28    |
| 2000/01 | Austria Wien       | Oostenrijk | Bundesliga (Oostenrijk) | 18   | 3     |
| 2001/02 | Cambuur Leeuwarden | Nederland  | Eerste divisie          | 17   | 4     |
| 2002/03 | Cambuur Leeuwarden | Nederland  | Eerste divisie          | 16   | 2     |
| 2003/04 | Emmen              | Nederland  | Eerste divisie          | 34   | 14    |
| 2004/05 | Fortuna Sittard    | Nederland  | Eerste divisie          | 34   | 18    |
| 2005/06 | Roda JC            | Nederland  | Eredivisie              | 6    | 0     |
| 2005/06 | VVV-Venlo          | Nederland  | Eerste divisie          | 12   | 4     |
| 2006/07 | VVV-Venlo          | Nederland  | Eerste divisie          | 35   | 19    |
| 2007/08 | Fortuna Sittard    | Nederland  | Eerste divisie          | 30   | 6     |
| 2008/09 | Helmond Sport      | Nederland  | Eerste divisie          | 31   | 9     |
| Totaal  | Totaal             | Totaal     | Totaal                  | 464  | 156   |